# Альби (округ)
Альби́ (фр. Albi) — округ (фр. Arrondissement) во Франции, один из округов в регионе Юг-Пиренеи. Департамент округа — Тарн. Супрефектура — Альби.
Население округа на 2006 год составляло 177 880 человек. Плотность населения составляет 65 чел./км². Площадь округа составляет всего 2732 км².

## Кантоны
- Альбан
- Альби-Нор-Уэст
- Альби-Нор-Эст
- Альби-Сантр
- Альби-Сюд
- Альби-Уэст
- Альби-Эст
- Валанс-д’Альбижуа
- Вальдерьес
- Ваур
- Вильфранш-д’Альбижуа
- Гайак
- Кадален
- Кармо-Нор
- Кармо-Сюд
- Кастельно-де-Монмираль
- Корд-сюр-Сьель
- Лиль-сюр-Тарн
- Монестье
- Памплон
- Рабастенс
- Реальмон
- Сальваньяк